# Problema de Gettier
El problema de Gettier es un problema en gnoseología moderna que surge al presentar contraejemplos a la definición clásica de conocimiento como «creencia verdadera justificada» y que obligan a modificar la definición.
Desde al menos el Teeteto de Platón, la gnoseología contaba con una definición generalmente satisfactoria del conocimiento proposicional: si S es un sujeto y p una proposición, entonces S sabe que p si y solo si:
- S cree que p
- p es verdadera
- S está justificado en creer que p

Por ejemplo, Newton sabe  que de alguna manera  tiene una manzana si y solo si:
- Newton cree que tiene una manzana
- Es verdad que tiene una manzana
- Newton está justificado en creer que tiene una manzana

Sin embargo, en 1963, Edmund Gettier publicó un artículo de tres páginas titulado ¿Es el conocimiento creencia verdadera justificada? en el que argumentó que la definición clásica no es suficiente. Gettier mostró que hay casos en los que una creencia verdadera justificada puede fallar en ser conocimiento. Es decir, hay casos en los que los tres requisitos se cumplen, y sin embargo intuitivamente nos parece que no hay conocimiento. Retomando el ejemplo anterior, podría ser que Newton crea que tiene una manzana y esté justificado en ello (por ejemplo, porque parece una manzana), pero que sin embargo la manzana sea de cera. En ese caso, según la definición clásica, Newton no posee conocimiento, porque falta que sea verdad que tiene una manzana. Pero supongamos también que dentro de la manzana de cera hay otra manzana, más pequeña, pero real. Entonces Newton cumple con los tres requisitos: Newton cree que tiene una manzana; Newton está justificado en su creencia; y de hecho tiene una manzana. Sin embargo, intuitivamente nos parece que Newton no posee conocimiento, sino que solamente tuvo suerte (lo que se llama suerte epistémica).
Frente a este problema, muchos filósofos contemporáneos intentaron y aún intentan reparar la definición, dando lugar a nuevas corrientes gnoseológicas. Otros filósofos han propuesto problemas ligeramente diferentes, que se han incorporado a los contraejemplos enunciados por Gettier. El conjunto de estos problemas y el desafío que plantean a la cuestión ¿qué es conocer? recibe el nombre de el problema de Gettier. Aunque se han dedicado cientos de artículos a esta cuestión, no hay consenso respecto a la solución al problema general. El problema de Gettier es uno de los motores principales de la gnoseología contemporánea.

## La noción de creencia verdadera justificada
De acuerdo con la definición de «conocimiento» como creencia verdadera justificada, el significado de frases como «Pedro sabe que llueve» se puede obtener con el siguiente conjunto de condiciones necesarias y suficientes:
Un sujeto S sabe que P si y solo si:
- P es verdadera — Para que haya conocimiento, es necesario que la creencia sea verdadera.
- S cree que P — La creencia puede ser más o menos firme, y puede ser expresada o no, pero debe existir.
- S tiene una justificación para creer que P es verdadera — La creencia debe estar basada en algún tipo de apoyo (generalmente: evidencia o razonamiento). De lo contrario, el que fuera verdadera o no sería cuestión de azar.

Antes de la aparición del artículo de Gettier, la bondad de esta definición tripartita gozaba del consenso general de los epistemólogos. Este análisis es un análisis general. Se pueden construir versiones más específicas a partir de la definición tripartita, por ejemplo especificando más en los puntos de justificación, creencia y verdad.

## Contraejemplos de Gettier y otros
El artículo de Gettier empleó experimentos mentales como contraejemplos para mostrar que hay creencias verdaderas y justificadas, y que por tanto satisfacen la definición tripartita de la creencia verdadera justificada—pero no parece que se trate de auténticos casos de conocimiento. Según Gettier, estos contraejemplos muestran que la definición de conocimiento como creencia verdadera justificada es errónea, y que es necesario un análisis conceptual distinto para definir al conocimiento. Con posterioridad otros filósofos han planteado nuevos problemas ligeramente diferentes.
Los problemas de Gettier tienen dos puntos en común. El primero es que la justificación es falible. Es decir, justifica de alguna manera la creencia, pero no es concluyente. El segundo es que interviene decisivamente el azar. Estos dos puntos se combinan de forma que la suerte compensa la debilidad de la justificación.

### El trabajo de Smith
El primer contraejemplo enunciado por Gettier es el siguiente: Smith ha pedido un trabajo pero tiene la creencia justificada de que «Jones conseguirá el trabajo». También tiene la creencia justificada de que «Jones tiene 10 monedas en su monedero». Por lo tanto, Smith concluye (justificadamente, por la regla de transitividad de la identidad) que «el hombre que consiga el trabajo tiene diez monedas en su monedero».
Al final Jones no consigue el trabajo, sino que se lo dan a Smith. Sin embargo, Smith descubre al abrir su monedero que tiene 10 monedas en él. Así que su creencia de que «el hombre que consiga el trabajo tiene diez monedas en su monedero» estaba justificada y es verdadera. Pero no parece que sea conocimiento.

### Brown en Barcelona
El segundo contraejemplo enunciado por Gettier es: Smith tiene la creencia justificada de que «Jones posee un Ford». Smith concluye (justificadamente, por la regla de la regla de adición) que «Jones posee un Ford o Brown está en Barcelona», aunque Smith no tiene dato alguno sobre dónde está Brown.
Jones no posee un Ford, pero por una extraña coincidencia, Brown se encuentra en Barcelona. De nuevo, Smith tenía una creencia que era verdadera y estaba justificada, pero no parece que tuviese conocimiento.

### La oveja en el campo
Roderick M. Chisholm propuso el siguiente contraejemplo: Un observador ve en la lejanía lo que le parece exactamente una oveja. Así que cree que hay una oveja en el campo. Sin embargo, resulta que era un perro que el pastor había camuflado para hacerlo pasar por oveja. Pese a todo, tras una cerca se encontraba una oveja. De forma que su creencia estaba justificada y era cierta.

### El pirómano
Otro problema, propuesto por Brian Skyrms, se puede enunciar como sigue: Un pirómano saca una cerilla de una caja de una marca que conoce bien, porque nunca le han fallado. Evalúa las condiciones de la cerilla y el ambiente
y considera que son idóneas para que la cerilla se encienda. Por tanto, cree justificadamente que si trata de encenderla la cerilla prenderá. La cerilla, en efecto, se enciende. La creencia estaba por tanto, justificada y se ha probado cierta. Sin embargo, desconocía que la cerilla tiene una serie de impurezas difícilmente detectables que habrían impedido que se encendiese de no ser por la coincidencia de que la cerilla recibe un haz de rayos Q, una extrañísima e infrecuente radiación que cambia las condiciones de la cerilla y hace que se encienda.

### Los falsos graneros
El siguiente problema fue enunciado por Alvin Goldman: Henry está conduciendo su auto por la carretera. A lo lejos, ve algo que parece ser exactamente un granero. Ante esta percepción, cree justificadamente que está viendo un granero. Sin embargo, desconoce que en la región tienen la costumbre de construir falsos graneros, que solo tienen la fachada que se ve desde la carretera. Pese a todo, por casualidad lo que Henry había visto era en realidad uno de los pocos casos de verdaderos graneros de la zona.

### Casos de inducción ilegítima
El siguiente problema consiste en el uso erróneo de la inducción como método para la obtención de conocimiento de un determinado sistema. Formulado originalmente por Izan Robles, puede ejemplificarse de la siguiente manera: Un científico encuentra un nuevo tipo de pez, hasta entonces desconocido, y observa que es de color blanco. Por medio de una generalización no justificada argumenta que todos los peces de la especie descubierta deben ser blancos. Da la casualidad de que, en realidad, todos los peces de este tipo efectivamente son blancos, por lo que se da una creencia verdadera justificada. Sin embargo, el conocimiento respecto al color de dichos peces en realidad depende únicamente de que se ha dado la casualidad de que efectivamente todos los peces de la especie descubierta son blancos.

## Intentos de resolución
La definición tripartita de creencia verdadera justificada dice ser suficiente y necesaria para que se dé conocimiento. Es decir, que cualquier creencia verdadera bien justificada es conocimiento, y en que cualquier caso de conocimiento la creencia estará bien justificada y además será verdadera. Si esta correspondencia falla una sola vez, entonces la definición es falsa. Los problemas de Gettier señalan creencias que cumplen la definición tripartita, pero no parecen ser casos de conocimiento. Esto no quiere decir que la definición tripartita no pueda seguir considerándose necesaria para que sea un caso de conocimiento, más bien que no es suficiente. Además, puede ser que en muchos casos la definición sea suficiente, pero no en todos.  Sin embargo, desde 1963 los epistemólogos que han atacado el problema han tendido a interpretar que muestra que la definición tripartita no es suficiente en ningún caso. La razón es que, aunque los casos afectados por problemas de Gettier son presumiblemente escasos, preferirían analizar todos los casos de conocimiento, no solo una parte.
Si se considera que la definición tripartita es necesaria y suficiente para tener conocimiento en los casos normales, dejando fuera los improbables casos de Gettier, la epistemología se enfrenta a la tarea de trazar un límite que separe estas dos clases de creencias. Para acometer la tarea de encontrar esta frontera es necesario indagar qué características hacen que una creencia sea un problema de Gettier. Cada intento de resolución propuesto involucra identificar qué hace que un caso sea de Gettier o normal.

### Buscar la Infalibilidad
Desde mucho antes que Gettier publicara su artículo, ha habido filósofos que han cuestionado el hecho de que una creencia sustentada por una justificación falible pueda considerarse conocimiento. El ejemplo clásico de esta idea lo constituye Descartes, que expresa esta duda en Meditaciones metafísicas. La propuesta que parte de esta duda es que no se acepten creencias cuyas justificaciones puedan fallar. De acuerdo con esta concepción de la justificación, los casos de Gettier no serían conocimiento, ni creencias justificadas, lo que resuelve el problema.
La objeción principal a esta propuesta es que las personas raramente basan sus creencias en justificaciones infalibles, si es que alguna vez lo hacen, pero consideran que conocen algo. Aceptar el requisito de infalibilidad supone negar que haya posibilidad de conocimiento, lo que desemboca en el escepticismo. La mayoría de epistemólogos consideran la propuesta de infalibilidad un último recurso, pero mantienen la esperanza de que se pueda encontrar una definición de conocimiento que no sea totalmente escéptica.

### Suprimir el azar
En lugar de atacar la característica de la justificación falible, común a los problemas de Gettier, se puede prestar atención al hecho de que en los contraejemplos interviene decisivamente la suerte, que acaba haciendo que la creencia sea cierta. Unger, entre otros, propone que no se considere conocimiento la creencia en una proposición justificada que es cierta por accidente. El problema es que esta propuesta es idéntica a la de infalibilidad, pues si no interviene el azar la verdad o falsedad de una creencia es ineludible y previsible, y por tanto la justificación es infalible. Para evitar esto, se puede buscar determinar qué cantidad de azar puede intervenir, o qué clases de azar pueden estar involucradas. No ha habido muchos intentos de determinar cuánta suerte es demasiada, así como tampoco de determinar cuan sólida ha de ser una justificación. Sin embargo, la búsqueda de las clases de azar que hacen que una situación sea un contraejemplo de Gettier ha generado varias propuestas.

### Suprimir la falsedad
Otra posibilidad es fijarse en que los problemas de Gettier siempre incluyen una creencia falsa entre las evidencias, así que se puede añadir a la definición tripartita que no sea conocimiento lo que se infiera de una creencia falsa o de un grupo de creencias de las que al menos una sea falsa. Esta  solución se enfrenta a dos problemas. El primero es que puede que no haya inferencia. En el contraejemplo de la oveja en el campo no se realiza ninguna inferencia. El segundo problema que presenta esta solución es que dificulta que algo pueda ser llamado conocimiento. Mucha gente (quizá todo el mundo) cree en cosas falsas que desempeñan algún papel en sus razonamientos. De esta forma sus creencias verdaderas y justificadas no podrían considerarse conocimiento. La restricción lleva al escepticismo.
Se puede añadir, como propuso Lehrer, que no sea conocimiento aquel que emplee creencias falsas relevantes e ineliminables.  Una creencia eliminable será la que se esté empleando para creer en {\displaystyle q}, pero no es necesaria para creer en {\displaystyle q}, y que una creencia {\displaystyle p} será relevante en el caso en el que si creyese que es falsa, la justificación para {\displaystyle q} se debilitará seriamente. La cuestión de qué significa exactamente "debilitarse seriamente" admite la solución siguiente: {\displaystyle p} será relevante si, al creer que es falsa ({\displaystyle \neg p}), {\displaystyle q} ya no estaría justificada. En el primer contraejemplo, el que Smith crea que le van a dar el trabajo a Jones es una creencia falsa relevante, pues si hubiera creído que no se lo iban a dar, no estaría justificada la creencia de que aquel al que le den el trabajo tiene 10 monedas en el monedero.
Esta aproximación presenta el problema de que en este caso el saber o no algo depende de otras creencias que pueden alterar el que estemos ante conocimiento o no. Por ejemplo: Smith espera que su jefe le pague hoy (le paga en metálico), pero cuando su jefe sale de casa le roban el dinero. De camino a la oficina, el jefe encuentra casualmente a Jones, que le paga una antigua deuda. Finalmente, el jefe paga a Smith. En este ejemplo, si Smith se limitase a creer que le van a pagar, sería conocimiento. Si creyese además que no han robado a su jefe, no sería conocimiento, pues se trata de una creencia relevante y falsa. Ahora bien, si además Smith creyese que Jones va a pagar su deuda, sí que se trataría de conocimiento. El añadir nuevas creencias puede hacer que otras creencias se vuelvan irrelevantes, afectando así a si hay conocimiento o no.

### Evitar la refutabilidad
En lugar de fijarse en las evidencias falsas que se emplean para justificar una creencia, otra aproximación posible es fijarse en que los problemas de Gettier siempre hay verdades que se desconocen. Keith Lehrer y Thomas Paxson propusieron añadir que no puede haber verdad que refutase la creencia, es decir, que si hubiese una verdad que Smith conociese, entonces dejaría de creer en {\displaystyle q}, entonces Smith no sabe {\displaystyle q}. Si el requisito se hace más exigente y se estipula que si cuando se conoce el total de las verdades la creencia no se justificaría no hay conocimiento, el problema anterior se solventa, pero al precio de tener que considerar el total de las verdades. Esto conduce al escepticismo, pues siempre hay factores que se desconocen. Si solo se requiere que no haya verdades desconocidas relevantes que puedan refutar la creencia la propuesta se enfrenta a problemas muy similares a los de la propuesta de la eliminación de la falsedad caso anterior, pues hay que contestar nuevamente a la cuestión «¿cuan relevante ha de ser una verdad para que la consideremos relevante?». El conocimiento de nuevas verdades puede refutar la creencia, pero el conocer otras puede refutar la refutación, de forma que la relevancia de una verdad depende de otras, que la pueden debilitar. Esta situación lleva a considerar la cuestión de cuánto debe de conocerse del entorno de una evidencia para que la evidencia pueda emplearse para justificar una creencia.

### Análisis de la causalidad
Otro aspecto que se ha considerado es el de la causalidad. Según una propuesta de Goldman, las creencias deben tener una relación causal apropiada con los hechos. El razonamiento es el siguiente: Hay un patrón de anormalidad en la causalidad en los problemas de Gettier. Por ejemplo, en el primer contraejemplo de Gettier, Smith cree que el que consiga el trabajo tiene diez monedas en su bolsillo porque sabe que Jones las tiene y porque le han dicho que Jones conseguirá el trabajo. Sin embargo, los factores que hacen que la creencia sea verdad no han causado que crea en ella. Sobre la base de esta consideración, esta propuesta requiere que la creencia en {\displaystyle p} tenga una relación causal apropiada con {\displaystyle p}. De acuerdo con este añadido los contraejemplos de Gettier no serían conocimiento, pues las relaciones causales entre las creencias y los hechos son extrañas. Esto puede entenderse como una forma sutil de evitar el azar, pues ataca a la clase de azar que hace que una creencia que no está basada en la verdad sea verdadera, sin rechazar la intervención de cualquier clase de azar. La propuesta de Goldman se puede plantear como una especificación de qué justificaciones son válidas en lugar de una modificación de la definición tripartita, camino que lleva a la teoría causal de justificación.
Como las anteriores, esta propuesta presenta también problemas. En primer lugar, como apunta Dancy, es delicado considerar que los hechos causan creencias. Son proposiciones verdaderas, pero según la teoría moderna de la causación las proposiciones verdaderas no son causas, solo pueden serlo los sucesos y quizá los agentes. Sin embargo, según el propio Dancy, esta razón no es suficiente para prohibir hablar de causación de hechos. La cuestión es de naturaleza metafísica, y concierne a si los estados pueden ser causas además de los eventos.
El segundo problema estriba en el conocimiento de hechos futuros, pues las causas no pueden causar el pasado. Esta crítica puede resolverse si consideramos que el hecho futuro está causado a su vez por un hecho en el pasado que también causa la creencia, de forma que habría una relación causal apropiada, como el propio Goldman puntualiza. El ejemplo que emplea es el siguiente: El señor Negro quiere ir a la ciudad el lunes. Se lo comenta a la señora Verde. La señora Verde tiene razones para pensar que el señor Negro es de esas personas que cumplen lo que dicen. En consecuencia, la señora Verde infiere que el señor Negro irá a la ciudad. Finalmente, el señor Negro va a la ciudad. En este ejemplo, la señora Verde dirá que conocía que el señor Negro iría a la ciudad, y en efecto parece un buen ejemplo de conocimiento. Según Goldman, el hecho de que el señor Negro fuera a la ciudad y la creencia de la señora Verde en que así sería guardan una relación causal con el hecho anterior de que el señor Negro quería ir a la ciudad.
Un tercer problema lo presenta el conocimiento de verdades universales. Creer que todos los hombres mueren no está basado en que todos los hombres mueran, sino en que hombres concretos han muerto, y de ahí se realiza una inferencia inductiva para concluir que todos los hombres mueren. La respuesta a esta crítica es que la creencia en que todos los hombres mueren está relacionada lógicamente con las creencias en que cada hombre concreto ha muerto, creencias causadas a su vez cada una con el hecho de cada muerte particular, y cada muerte particular está causada por el hecho de que todos los hombres mueren. Este razonamiento requiere que se puedan incorporar conexiones causales a las cadenas causales.
Un cuarto problema radica en la dificultad de emplear el enfoque causal en algunos campos, como el conocimiento matemático en el que parece dudoso que los hechos puedan tener relaciones causales. Frente a esta objeción, Goldman argumenta que su teoría se aplica solamente al conocimiento empírico, y que para el no empírico se puede emplear la definición tripartita clásica.
Un quinto problema lo constituye la vaguedad de lo apropiado de la causalidad. En muchas ocasiones no la causará directamente, sino a través de algún tipo de proceso más o menos elaborado.

## Objeciones
Tobies Grimaltos argumenta que los casos Gettier nunca fueron verdaderos contraejemplos de la definición tripartita del conocimiento sino simples casos de creencia falsa donde se omiten a conveniencia detalles relevantes sobre la creencia real del sujeto cognosciente: en los casos en los que la afirmación incluye la disyunción de creencias superfluas que casualmente son ciertas se omite que el sujeto cree (inevitablemente) que es cierta la proposición sin disjunciones superfluas y en los casos que no involucran equivalencias lógicas y hay solo una casualidad se omite que el sujeto cree también que la situación no entraña nada extraño, cosa que es falsa.
Por su parte, Nolbert Briceño elaboró un artículo titulado "Refutación del problema de Gettier",, donde analiza los razonamientos de Edmund Gettier plasmados en su artículo y alega demostrar los errores cometidos por éste, defendiendo así la definición de conocimiento dada por Platón.
1. ↑  Teeteto, 201c-210b
2. 1 2 3 4 5 6 7 8  
«Gettier Problems». The Internet Encyclopedia of Philosophy (en inglés). Consultado el 30 de mayo de 2008.
3. ↑   Por ejemplo: Dr. Robert Lane Lecture Notes: Friday April 17, 2009  (en ingles)
4. ↑  Chisholm, R. M. (1966/1977/1989). Theory of Knowledge (cualquiera de las tres ediciones). (Englewood Cliffs, NJ: Prentice Hall).
5. ↑  Skyrms, B. (1967). “The Explication of ‘X Knows that p’.” Journal of Philosophy 64: 373-89. Reprinted in Roth and Galis (1970)
6. 1 2 3 4  Goldman, A. I.. (1976). “Discrimination and Perceptual Knowledge.” Journal of Philosophy 73: 771-91.
7. ↑  Unger, P. (1968). “An Analysis of Factual Knowledge.” Journal of Philosophy 65: 157-70.
8. ↑  Lehrer, K. (1965). “Knowledge, Truth and Evidence.” Analysis 25: 168-75
9. 1 2 3 4 5  Dancy, Jonathan (1993). Introducción a la epistemología contemporánea (1ª edición). Tecnos. ISBN 9788430923007.
10. ↑  Keith Lehrer y Thomas Paxson: Knowledge: Undefeated Justified True Belief, en The Journal of Philosophy v. 66 (1969), pp. 1–22.
11. 1 2 3 4  «Gettier Counterexamples and the Causal Theory» (en inglés). Consultado el 2 de junio de 2008.
12. ↑  
«Más de medio siglo de problema Gettier». RODERIC. Consultado el 14 de enero de 2022.
13. ↑  «N°5 Horizontes Forenses y Digitales». CienciaporlaVerdad. Consultado el 3 de marzo de 2025.